# Undici (programma televisivo)
Undici è stato un programma televisivo italiano a tema calcistico, andato in onda su Italia 2 tra il 17 settembre 2012 e il 20 maggio 2013.

## Programma
In onda ogni lunedì in prima serata dal 17 settembre 2012, la scaletta di Undici comprendeva analisi e valutazioni tecniche delle partite del campionato di Serie A, in aggiunta alla presentazione delle gare di UEFA Champions League e UEFA Europa League. L'ultima puntata è stata trasmessa il 20 maggio 2013.
La conduzione era affidata a Pierluigi Pardo, con la partecipazione in studio e in collegamento di diversi opinionisti. All'interno del programma erano presenti numerose rubriche, che coinvolgevano vari componenti del mondo del calcio; una caratteristica comune era quella di stilare l'undici ideale degli ospiti in studio.
La sigla, intitolata appunto Undici, è stata scritta appositamente dai Finley per il programma.